# نظام قطع خشب المأوى

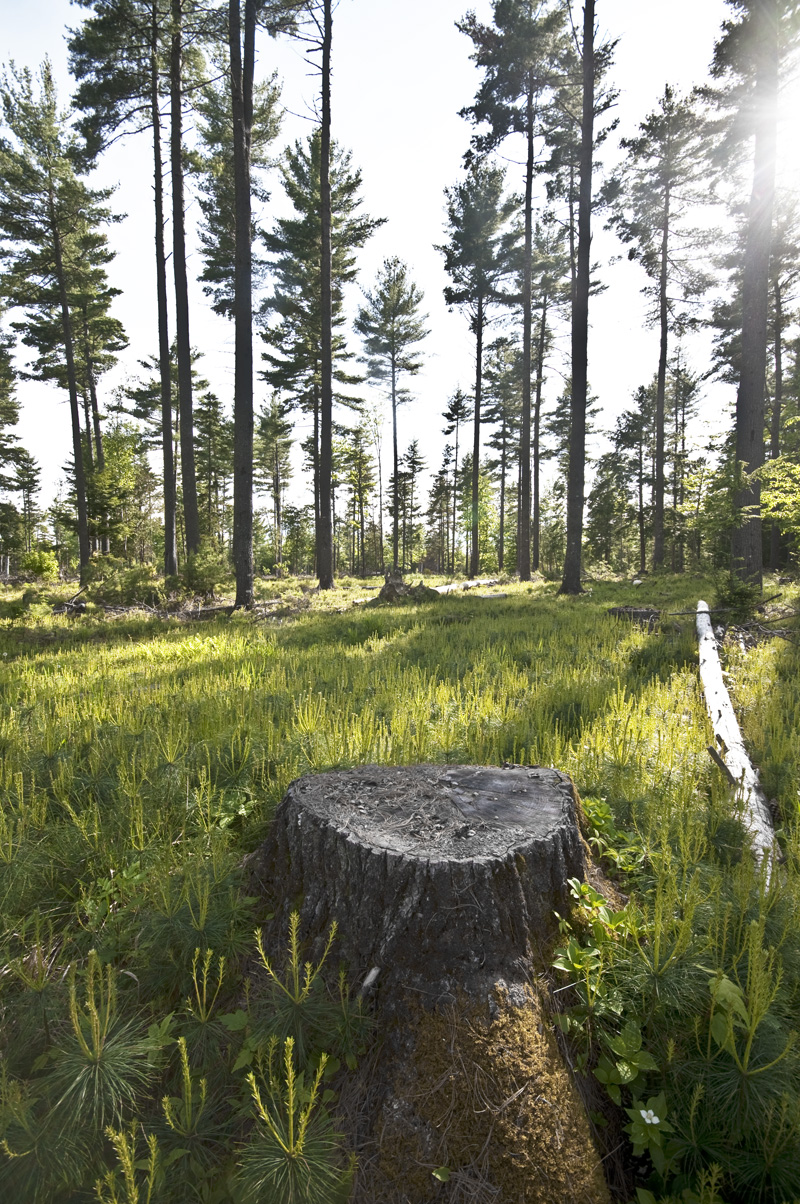
قطع الصنوبر الأبيض الشرقي

يشير  نظام قطع خشب المأوى إلى التطور في قطع الغابات والذي بدوره يؤدي  إلى إنشاء جيل جديد من الشتلات من نوع معين أو مجموعة من الأنواع دون زراعة. ينفذ نظام زراعة الغابات عادة ما على الغابات التي تعتبر ناضجة وغالبا ما تكون بعد عدة تخفيفات. عادة ما تكون الأنواع المطلوبة من الشتلات طويلة الأجل وتميل شتلاتها بشكل طبيعي إلى البدء في النمو تحت ظل جزئي. يمنح نظام قطع خشب المأوى ما يكفي من الضوء للأنواع المرغوب بها  لإنشائها  دون إعطاء الضوء الكافي للأعشاب الضارة التي تتكيف مع أشعة الشمس الكاملة. وبمجرد إنشاء الأنواع المرغوب بها، فإن القطع اللاحقة تعطي الشتلات الجديدة المزيد من الضوء ومساحة للنمو بشكل كامل إلى الجيل الجديد من الشتلات.
ما يفصل بين قطع خشب المأوى عن أنظمة التجديد الأخرى ، مثل قطع الأشجار أو شجرة البذور ، هو أن الشتلات الجديدة يتم إنشاؤها قبل إزالة الأشجار الناضجة بالكامل (أو معظمها). وهذا يعطي رجل الغابة مزيدًا من التحكم في الأنواع التي يتم تجديدها ، وهو أكثر سهولة إذا فشل جهد التجديد الأول. يمكن إزالة جميع الأشجار الناضجة ، أو إنشاء غابة بها أشجار يافعة ، أو الحفاظ على عدد كبير من المحميات لتوفير بنية ذات عمرين. غالبًا ما يفضل أصحاب  الأخشاب الصغيرة هذه الطريقة للتحكم الذي يوفره وأيضًا لأن الدخل من الحصاد ينتشر على مدى عقد أو أكثر.
تشمل أنظمة قطع خشب المأوى على القطع التحضيري، وقطع التأسيس، و واحدة أو أكثر من قطع الإزالة الزائدة:
القطع التحضيري في بعض الأحيان ، ولكن ليس دائمًا ، هو الخطوة الأولى في نظام تجديد خشب المأوى. الغرض من هذا القطع هو إزالة الأنواع الغير مرغوب فيها حتى لا تسهم البذور في قطع الإنشاء. إذا لم تكن هذه المشكلة ، فإن القطع التحضيري ليس ضروريًا. عند مناقشة أنواع الأشجار المرغوب بها وغير المرغوب بها ، يجمع المزارعون معرفتهم بتفضيلات مالك الأرض وتعليمهم في بيئة الأشجار في منطقتهم. قد يفضل مالك الأرض أشجار البلوط لأنها تنتج الجوز الذي يغذي الحياة البرية ، أو قد يفضل نوعًا واحدًا على آخر لأنه أطول عمرًا ويميل إلى النمو في الغابات الناضجة. معظم الأنواع  المرغوب بها قد تكون في مكان واحد وغير المرغوب بها في مكان آخر حسب غايات مالك الأرض.
يهدف قطع التأسيس إلى التجديد ، ويتم ذلك في عام يكون فيه محصول البذور جيدًا. القصد هو توفير كمية معينة من الضوء اللازم لبدء الشتلات الجديدة ، ولكن ليس بالضرورة أن تنمو بحرية. في كثير من الحالات تتعرض التربة المعدنية بشكل متعمد ، مما يشجع على الإنبات من خلال توفير أرض رطبة وخصبة بدلاَ من الأوراق التي تغطي عادةً ما أرضية الغابة. تعتمد شدة القطع على الأنواع المستهدفة: تتم إزالة عدد أقل من الأشجار للأنواع التي تتحمل المزيد من الظل ، ويتم إزالة المزيد من أنواع الأشجار التي تتطلب المزيد من الضوء. من المهم إعطاء ضوء كاف فقط لإنشاء الأنواع المطلوبة ، دون إعطاء الضوء للأنواع الغير مرغوب فيها التي تتطلب المزيد من الضوء. 

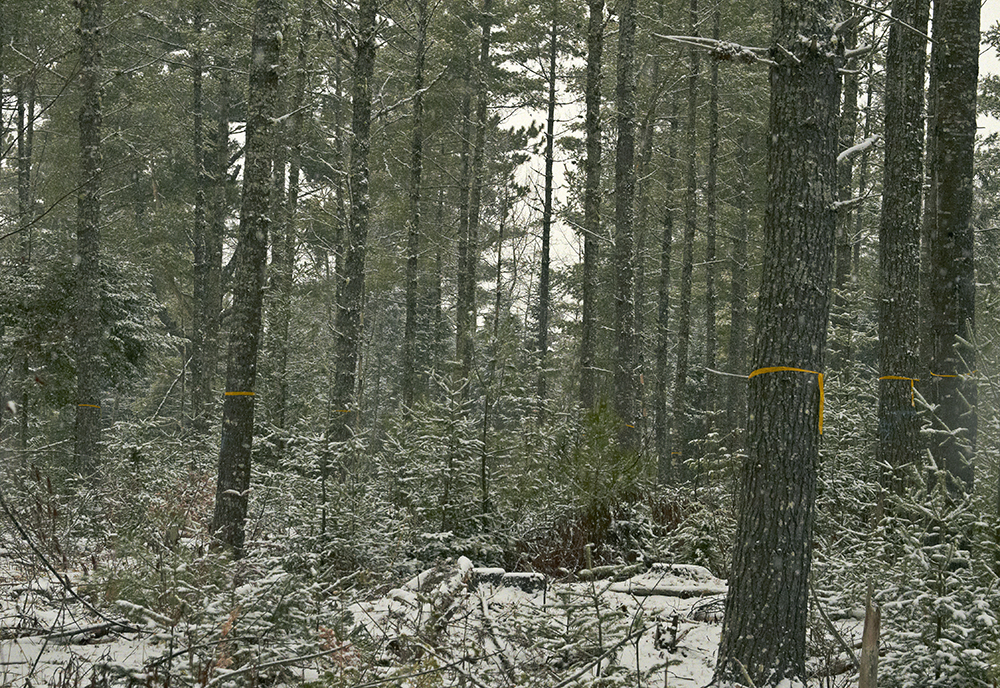
البلسم الغير مرغوب فيه يمنع تجديد الصنوبر الأبيض المرغوب به

في حالات أخرى ، تكون الأنواع الغير مرغوب بها أكثر تحملاً للظل من الأنواع المرغوب بها. في هذه الحالة ، سوف يتخلى المزارعون عن القطع التحضيري (الذي قد يدعو إلى الإنبات المبكر للأنواع الغير مرغوب بها التي تتحمل الظل) ويؤدون قطعًا أثقل من المعتاد ، مما يمنح الأنواع المرغوب بها الموارد الكافية للنمو والتخلص من الأنواع الغير مرغوب بها. يتبع بعد ذلك الإزالة الزائدة (الجزئية) بسرعة ، مع الاستمرار في إعطاء الأنواع المرغوب بها الموارد للتخلص على منافستها وهي الأنواع الغير مرغوب بها. في المثال أدناه ، تم إنبات بلسم  شديد التحمل في حصاد سابق ، وهو يمنع نمو الصنوبر الأبيض الشرقي المتحمل للظل المعتدل.
يتم إجراء الإزالة الزائدة أو الإزالة الجزئية الزائدة لإعطاء المزيد من الضوء  لنمو الشتلات  ، مما يسمح للشتلات بالنمو بحرية. هذا هو الجزء الأكثر أهمية في نظام خشب المأوى لأن موارد الموقع تنتقل عمدا من جيل واحد من الأشجار إلى الجيل التالي. بدون هذا القطع ، ستعمل الشتلات على الركود أو حتى تموت مع نمو تيجان الأشجار القديمة. يمكن إزالة جميع الأشجار الناضجة ، أو قد يُترك بعضها كاحتياطي. سوف تستمر هذه في النمو وقد يتم حصادها بعد عدة عقود ، أو قد تترك للموت في سن الشيخوخة وتساهم في القيم البيئية للموقع. 

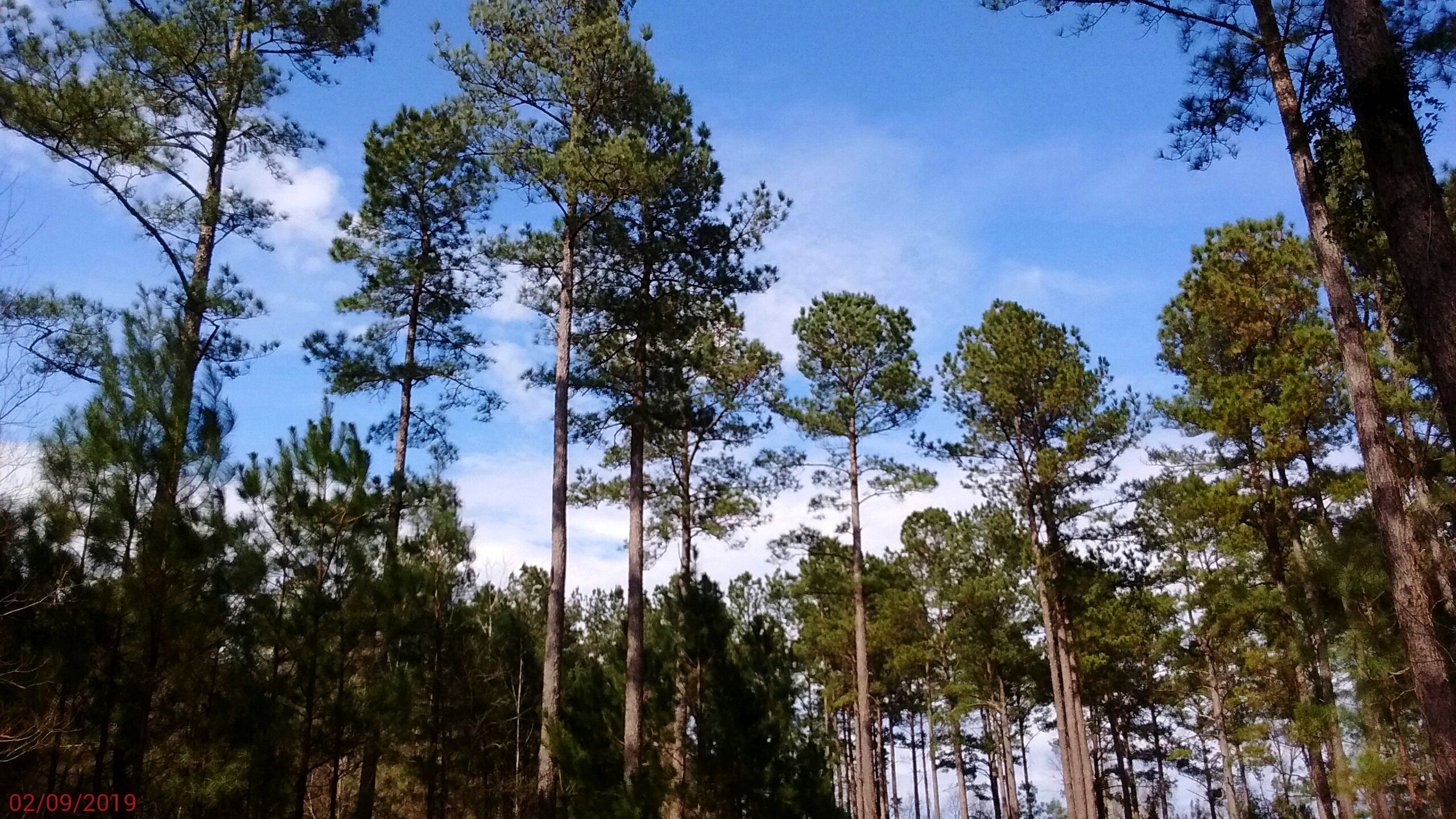
تأخر طريقة خشب المأوى في الصنوبر لوبولي (بينوس تايدا) تظهر التجدد المتقدم.

## طريقة خشب المأوى والاحتياطيات
يمكن أن يُسمى الحفاظ على خشب الغابة لفترة أطول بدلا من التجديد فقط  بطريقة خشب الغابة الغير منتظمة ، وطريقة تأخير خشب الغابة  ، وطريقة خشب الغابة الممتدة ، وخشب الغابة مع الاحتياطات أو خشب الغابة الاحتياطي. ربما يتم ذلك للحصول على نمو إضافي على أشجار الخشب للحصول على أقطار كبيرة جدًا للأخشاب لأهداف معينة ومنتجات. كما أنه يعزز المشهد ومهم لبعض الكائنات الحية. قد تكون هناك احتياجات بيئية واجتماعية مطلوبة على مستوى المناظر الطبيعية للتقليل من الاحتفاظ بهم.

## اختراع (الفيميلشلاج)
عندما يتم تنفيذ هذه السلسلة من العلاجات عبر منصة كاملة ، يطلق عليها خشب المأوى المنتظم. تتخذ الأخشاب الغير منتظمة أشكالاً متنوعة ، وتزداد كثرتها على قطع الأشجار الصغيرة والأراضي العامة. أحد الاختلافات هو الفيميلشلاج، وهو اختراع ألماني يعني «توسيع مجموعة خشب المأوى مع الاحتياطيات». يتم وضع أو إنشاء رقعة من الشتلات عن طريق القطع ، ويتم قطع الأشجار الناضجة المحيطة بهذا الرقعة ، باستثناء العديد من الاحتياطيات عالية الجودة. ثم يتجدد التجديد حول حواف هذه الفجوة الجديدة استجابة للضوء المتزايد. عندما يتم إنشاء هذا التجديد ، يتم توسيع الفجوة عن طريق قطع الأشجار حول حافة الفجوة ، وترك بعض الاحتياطيات مرة أخرى. يتم إعادة إنشاء الغابة في دوائر متحدة المركز تلتقي في النهاية ، مما يوفر بنية متنوعة ودخلًا ثابتًا من القطع المتكرر.

## مقارنة طريقة خشب المأوى وشجرة البذور
يعتبر خشب الغابة مشابهًا جدًا لشجرة البذور  في طريقة التجديد. كلاهما يستخدم التجديد الطبيعي لنمو شجرات ذات عمر معين. ومع ذلك ، فإن طريقة شجرة البذور تركز على عدد قليل جدًا من الأشجار التي سيتم تفريقها بواسطة الرياح. لذا على سبيل المثال الصنوبر الأحمر 25 هكتار ، و7 هكتار للصنوبر ، و15-20 هكتار  لخشب التنوب دوغلاس.
في حين أن طريقة خشب الغابة عادة ما يحتوي على المزيد من الأشجار لأنها توفر جانبًا وقائيًا وقد تكون أشجارًا ذات سارية صلبة لا تتفرق بشكل جيد مثل شجر البلوط أو شجر الزان. لذا إذا تم استخدام خشب الغابة فقد تجد 49 هكتارًا  لخشب التنوب دوغلاس ، والصنوبريات المختلطة 86 هكتار.
ستختلف الكميات حسب الأنواع والموقع والعمر والمتغيرات الصحية للأشجار المعنية.
هذا يعني أنه في خشب الغابة ستتم إزالة الأشجار في وقت ما كجزء من الطريقة ، ولكن مع طرق شجرة البذور هناك عدد قليل جدًا لدرجة أنه ليس من الضروري إجراء قطع لمجرد إزالتها ، فمن المرجح أن يتم أخذها عند القيام بعملية تميل أو ترقيق أو قطع آخر غير قطع الإزالة.

## المشاكل المحتملة
إن أي أسلوب زراعي يكون أكثر عرضة لمشاكل معينة من غيره. لذا فإن إسلوب قطع خشب الغابة له عدة مشاكل معينة.
• الرياح العاتية بفعل ضعف اختيار الأشجار فيما يتعلق بأنماط الرياح المحلية واتجاهها في الموقع.
• قد يؤدي قطع الأشجار إلى تلف مستوى التجديد إذا لم يتم ذلك بعناية.
• القطع المتكرر يعني الدخول المتكرر إلى الأرض عن طريق استخدام آلات مخصصة للغابات ، والتي يمكن أن تضغط التربة وتتلف الأشجار فجأة إذا لم يتم ذلك بعناية. ومع التدريب الحديث ، قل هذا الخطأ بشكل كبير عوضاَ مما كان عليه شائعًا في الماضي أثناء تطور الصناعة.
• إذا تم استخدام أنواع مثل قطع شريط من خشب الغابة بطريقة التجديد ، فقد لا تنمو الأشجار باستمرار بعد علاجات قد تخلق شتلات متفاوتة في العمر تشبه الأشجار الخشبية بدلاَ من الشتلات المستهدفة الأكثر عمراَ.